# Eumilax
Eumilax (лат.) — род наземных стебельчатоглазых брюхоногих моллюсков семейства лимацид (Limacidae) подсемейства Eumilacinae. В его состав входят два вида слизней: крупный Eumilax brandti (длина при сокращении до 150 мм) и средних размеров Eumilax intermittens (длина при сокращении около 35 мм). Окраска и рисунок сильно варьируют, образуя множество цветовых форм. Ареал рода охватывает Большой Кавказ, западное Закавказье и черноморское побережье Малой Азии. Обитают слизни в лесах различных типов и выше верхней границы леса во влажной подстилке, на траве, под камнями и валежинами, в сырых дуплах, и щелях скал.

## Описание
Слизни средних (длина при сокращении около 35 мм) или крупных размеров (длина при сокращении до 150 мм). Окраска и рисунок сильно варьируют, образуя множество цветовых форм. Киль длинный и чёткий, простирается на всю спину. Мантия занимает немного больше 1/3 длины тела, её верхняя часть покрыта мелкими сосочками. Почти каждый ряд морщин разделяется на два. Подошва шире, чем у представителей рода Metalimax.
Ось сердца наклонена направо под углом 45° или больше. Аорта средней длины, обычно раздваивается над почкой. Почка полулунная, лежит поперёк оси тела и окружает сердце сзади и по бокам. Мочевой пузырь перепонкой связан с перикардием. Вместе с анусом он открывается наружу немного сзади пневмостома. Половой ретрактор крепится к диафрагме вблизи от заднего края почки.
Кишечник образует две петли. Слепой кишки нет.
Ретрактор правых щупалец проходит через щель между пенисом и яйцеводом.
Квадривий небольшой, булавовидный, более или менее углублённый. Спермовидукт очень длинный и извилистый. Семяпровод короткий и узкий. Флагеллум толстый, овальный, внутри с двумя пилястрами, которые более или менее отчётливо соединяются друг с другом в его нижней части. Пенис очень короткий, с очень длинным изогнутым цэкумом, который выворачивается при копуляции. Внутри пениса находится несколько косых продольных складок. Пениальный ретрактор веерообразно прикрепляется к цэкуму двумя ветвями. Яйцевод довольно длинный. Вагина очень короткая. Проток семяприёмника очень короткий, резервуар овальный, не прилегает к нижнему концу спермовидукта.

## Распространение и экология
Ареал рода охватывает горно-лесные и горно-луговые зоны северных и южных отрогов Большого Кавказа, западное Закавказье и черноморское побережье Малой Азии. На Большом Кавказе E. intermittens распространён от верховьев реки Мзымты до Гуниба и Шеки, а E. brandti — от Сочи и горы Фишт до Гуниба и Закаталы. Последний вид также встречается на Сурамском, Триалетском, Аджаро-Имеретинском, Шавшетском хребтах Малого Кавказа, на черноморских склонах Понтийских гор и в бассейне реки Чорох.
Представители рода обитают в лесах различных типов во влажной подстилке, на траве, под камнями и валежинами, в сырых дуплах и щелях скал. Выше верхней границы леса E. brandti живёт в каменистых и скальных биотопах субальпийской и альпийской зон, а E. intermittens — среди камней и во влажном мху.

## Таксономия
Род был описан немецким зоологом Оскаром Бёттгером в 1881 году. Первоначально Eumilax рассматривался в качестве секции рода Amalia (младший синоним рода Milax), в которую был включён вид Eumilax brandti. В 1883 году Бёттгер описал вид Eumilax intermittens и включил его в новую секцию Paralimax. В 1888 году этот же автор описал вид Paralimax multirugatus.
Генрих Зимрот считал Eumilax и Paralimax синонимами, но несмотря на приоритет использовал для этого рода последнее название — Paralimax. В 1902, 1910 и 1912 гг. автор описал в этом роде большое число новых видов и вариететов.
В 1926 году Пауль Гессе восстановил приоритет названия Eumilax, отнёс крупные виды к подроду Eumilax s. str., а более мелкие к подроду Paralimax. Этой же точки зрения придерживались Илья Михайлович Лихарев и Елена Сергеевна Раммельмейер.
В 1980 году Лихарев и Анджей Хуберт Виктор выделили роды Eumilax и Metalimax в отдельное подсемейство — Eumilacinae. Их исследования также показали, что в Eumilax входят лишь два вида — крупный E. brandti и средних размеров E. intermittens. Остальные же виды и вариететы, описанные Бёттгером и Зимротом, были сведены в синонимы этих двух слизней. Так как оба вида очень схожи по внешним и анатомическим признакам, их больше не выделяют в разные подроды.
До описания рода Eumilax Шилейко Анатолием Алексеевичем в 2003 году, флагеллум (бич) у этих слизней называли придатком или задним отделом пениса, в то время как цэкум принимали за флагеллум. Лихарев и Виктор также называли цэкум бичеобразным отделом пениса, отмечая, что он не является флагеллумом, так как у лёгочных моллюсков этот орган никогда не связан с пениальным ретрактором и имеет иное внутреннее строение.

### Классификация
В состав рода входят 2 вида:
- Eumilax brandti (E. von Martens, 1880)typus — Изменчивый слизень. Длина ползущей особи до 250 мм, сокращённой — до 150 мм. Половой зрелости слизень достигает при длине не менее 60 мм в сокращённом состоянии. Число рядов морщин между килем и мантийной щелью больше 23[4]. Гермафродитный проток сильно извит. Конец флагеллума тупой или закруглённый[22].
- Eumilax intermittens (O. Boettger, 1883). Длина при сокращении 27—38 мм[23]. При этих же размерах слизень достигает половой зрелости. Число рядов морщин между килем и мантийной щелью не более 21[24]. Гермафродитный проток слабо извит. Конец флагеллума заострённый[23].

## Комментарии
1. ↑  Заявленная дата публикации 1901 год, но см. Zoologisches Centralblatt, 9[14] (с. 702): «Die… im Sommer 1902 herausgegebene Monographie» («… монография, изданная летом 1902 года»)[15].